# Дыба

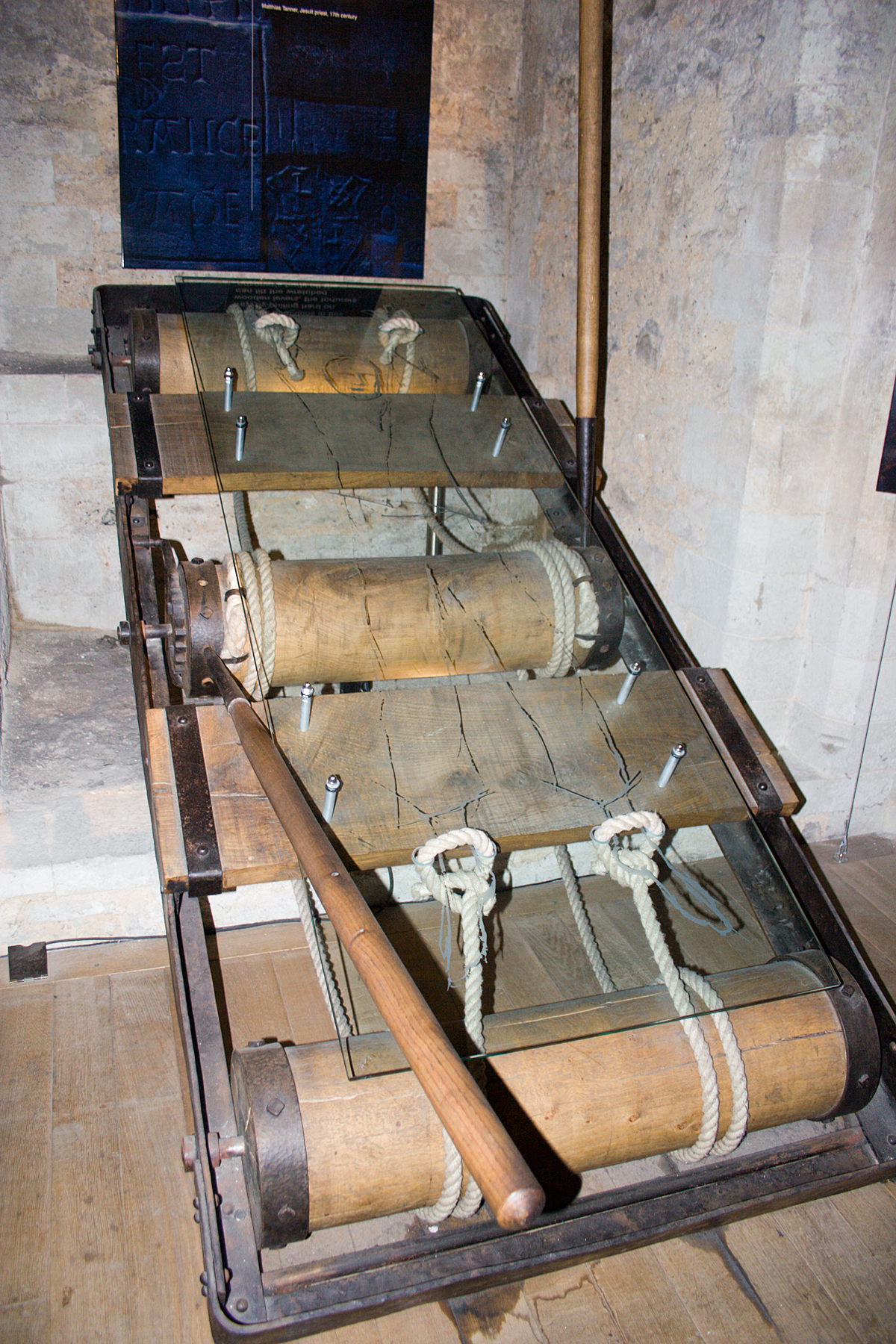
Дыба в лондонском Тауэре

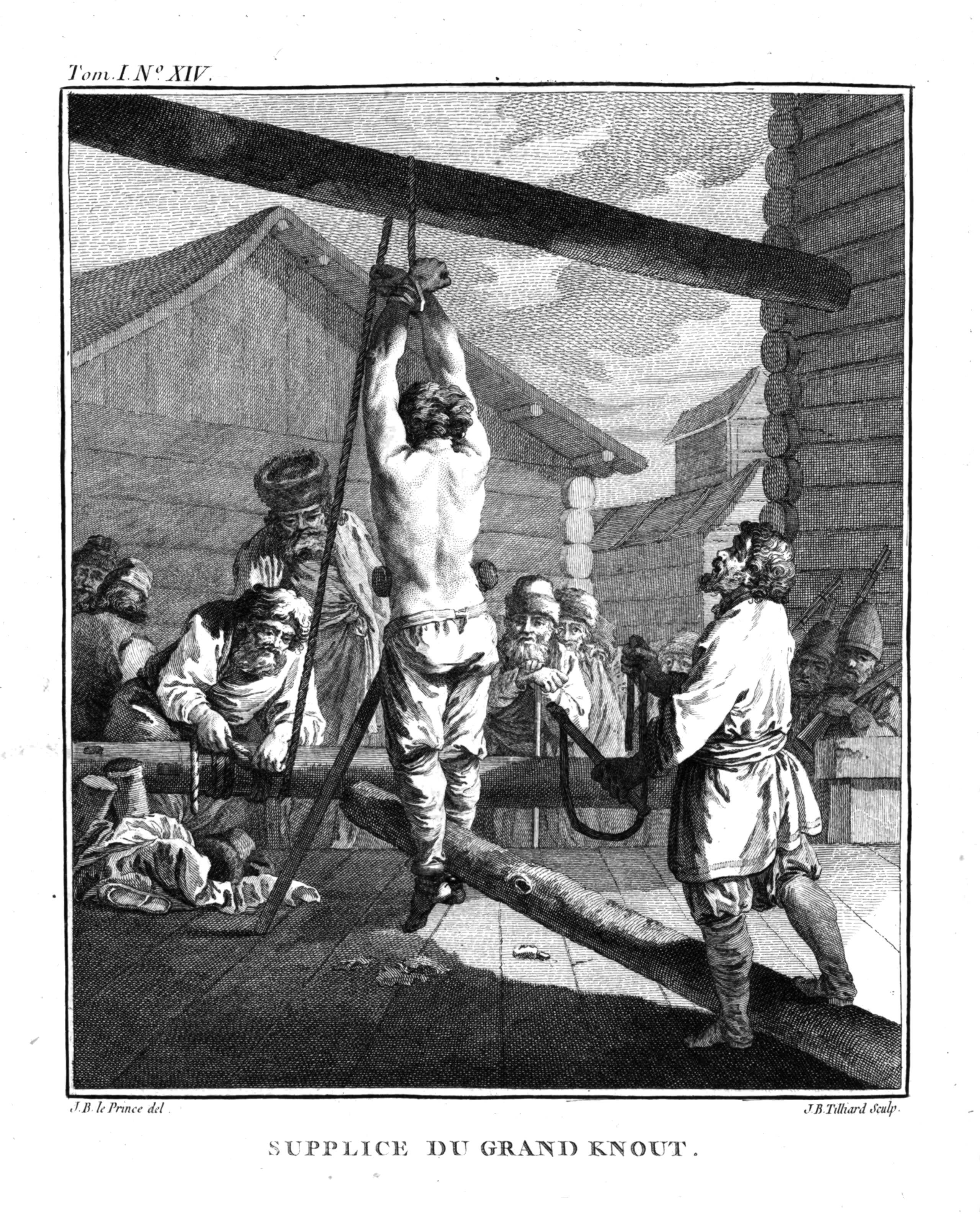
Наказание большим кнутом. Гравюра Ж.-Б. Лепренса, около 1765 года.

Ды́ба — изначально колодка, развившаяся в орудие пытки посредством растягивания тела жертвы с одновременным разрыванием суставов.
В мире существовало два основных типа дыбы, применявшихся в Европе и в Киевской Руси в XIV—XVIII веках — дыба-ложе и дыба для подвешивания. Другое название дыбы, предназначенной для подвешивания — рель, мн.ч. рели и релья (означало как «высокие перила, поручни, ограда, обнос на столбах», так и сближалось с понятием «виселица»). Ещё одно название на (Руси), сблизившееся с понятием «виселица» — ши́беница, ши́белица.
Принцип дыбы как орудия растяжения используется и ради умеренного растягивания человека в медицинских целях (тракции) — например, под собственным весом, на растянутых в разные стороны конечностях.

## История термина
Первоначально дыбой на Руси называлась орудие наказания — колода или колодка, к которой привязывали (в которой закрепляли голову и/или конечности) обвиняемого («сажали в дыбу»).
Как вид наказания впервые упоминается в начале XIII века в договоре Смоленска с Ригой (1229 год), согласно которому, «если русин окажется виновным, то в дыбу его не сажать, а отдать на поруки; если же поруки не будет, то посадить его в железо».
Дыба предусматривалась Псковской судной грамотой: если «кто силою в судебню влезет или придверника ударит, то посадите его в дыбу». Со второй половины XVII века слово приобрело значение орудия пытки.
Другое название дыбы, предназначенной для подвешивания (см.ниже) — рель, мн.ч. рели и релья (означало как «высокие перила, поручни, ограда, обнос на столбах», так и сближалось с понятием «виселица»).
Ещё одним синонимом виселицы на (Руси) было слово ши́беница, ши́белица (западнославянского происхождения, от «шиба́ть», т.е. наносить травмы наказуемому, ср. чеш. šibenice, словац. šibenica, пол. szubienica — из пол. szybienica — согласно Брюкнеру): его значение перенеслось с места для пыток и наказаний на само устройство для повешения, как наиболее распространённого вида наказания.

## Дыба-ложе
В Западной Европе обычно представляла собой специальное ложе с валиками на обоих концах, на которые наматывались верёвки, удерживающие запястья и лодыжки жертвы. При вращении валиков верёвки тянулись в противоположных направлениях, растягивая тело и разрывая суставы пытаемого. В момент послабления верёвок пытаемый также испытывал ужасную боль, как и в момент их натяжения. Иногда дыба снабжалась специальными валиками, утыканными шипами, раздиравшими жертву при протягивании.

## Подвешивание

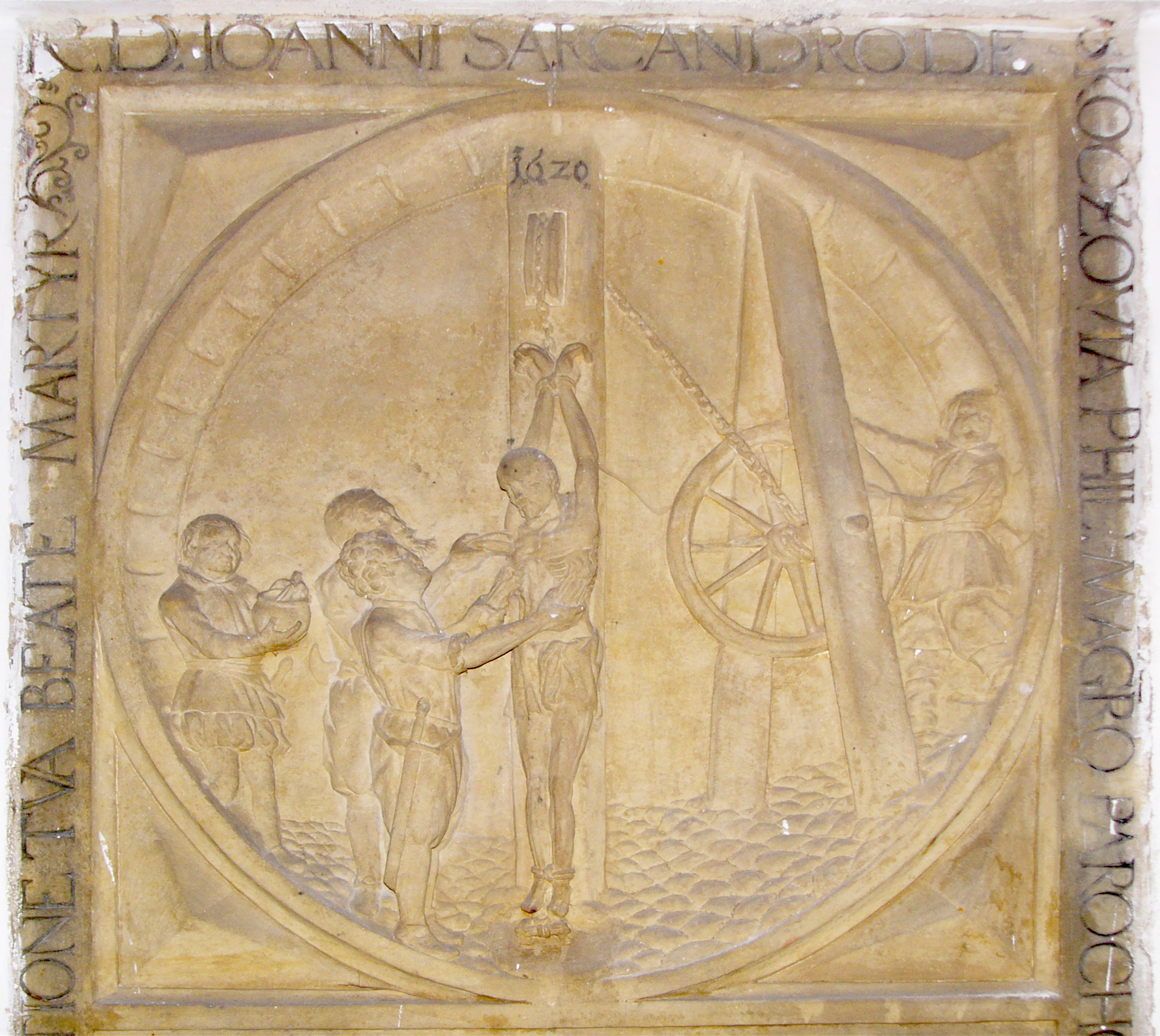
Пытка святого Яна Саркандера, рельеф в часовне Яна Саркандера, Оломоуц

Применялся и другой вариант дыбы: она состояла из двух столбов, вкопанных в землю и соединённых перекладиной. Допрашиваемому связывали руки за спиной и поднимали за привязанную к рукам верёвку. Иногда к его связанным ногам привязывали дополнительный груз. При этом руки у поднятого на дыбу человека выворачивались назад и часто выходили из суставов, так что осуждённый или пытаемый висел на вывернутых руках. На дыбе находились от нескольких минут до часа и более. В древней Руси поднятого на дыбу подозреваемого били кнутом по спине и «прикладывали к огню», то есть, водили по телу горящими вениками. В отдельных случаях палач ломал у висящего на дыбе человека рёбра раскалёнными клещами. Этот вариант дыбы с подвешиванием (известный как strappado) применялся и в Западной Европе.

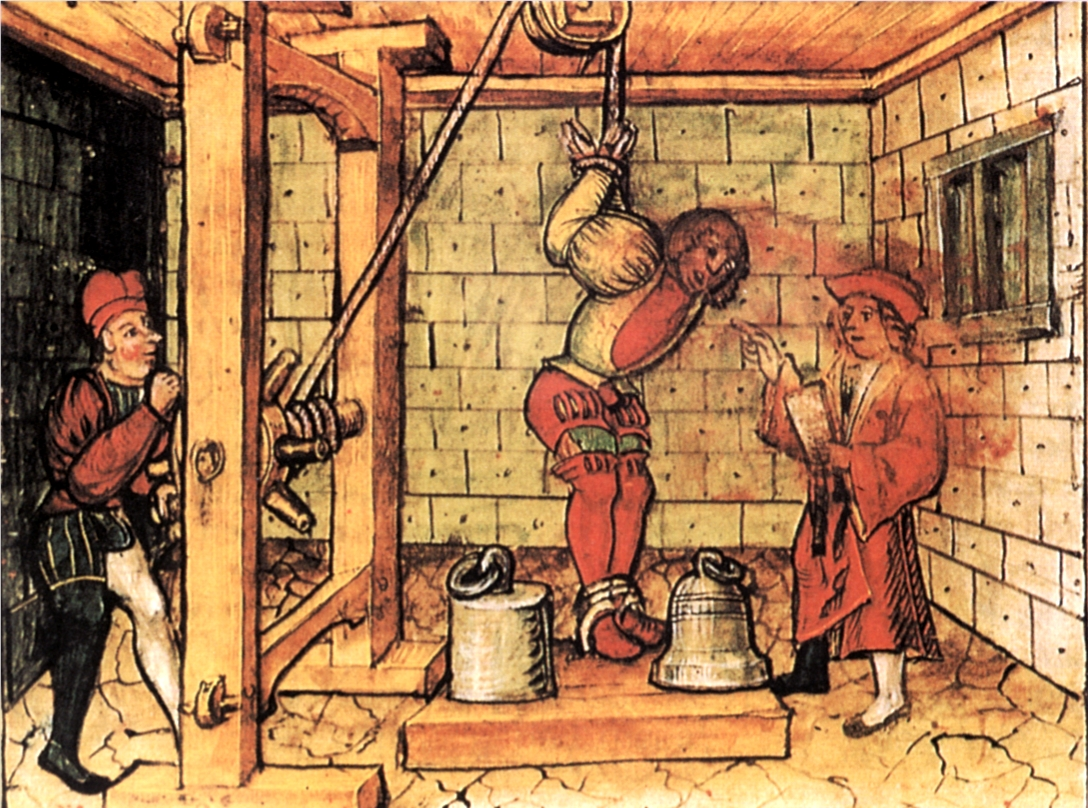
Допрос женоубийцы Ганса Шписса. Миниатюра «Люцернской хроники» Диболда Шиллинга Младшего (1513)

В середине XVII века Григорий Котошихин описывал русскую дыбу следующим образом:
А устроены для всяких воров пытки: сымут с вора рубашку и руки его назади завяжут, подле кисти, верёвкою, обшита та верёвка войлоком, и подымут его к верху, учинено место что и виселица, а ноги его свяжут ремнём; и один человек палач вступит ему в ноги на ремень своею ногою, и тем его оттягивает, и у того вора руки станут прямо против головы его, а из суставов выдут вон; и потом сзади палач начнёт бити по спине кнутом изредка, в час боевой ударов бывает тридцать или сорок; и как ударит по которому месту по спине, и на спине станет так, слово в слово, будто большой ремень вырезан ножом мало не до костей. (…) Будет с первых пыток не винятся, и их спустя неделю времяни пытают вдругорядь и в-третьие, и жгут огнём, свяжут руки и ноги, и вложат меж рук и меж ног бревно, и подымут на огонь, а иным розжёгши железные клещи накрасно ломают рёбра (…) Женскому полу бывают пытки против того же, что и мужскому полу, окромя того что рёбра ломают.

## См.также
- Повешение за ребро
- Колесование